# Сашалі Форбс
Сашалі Форбс (англ. Sashalee Forbes; нар. 10 травня 1996) — ямайська спринтерка, срібна призерка Олімпійських ігор 2016 року.

## Виступи на Олімпіадах
| Олімпіада           | Дисципліна            | Місце |
| ------------------- | --------------------- | ----- |
| Ріо-де-Жанейро 2016 | естафета 4×100 метрів | 2     |

## Зовнішні посилання
- Сашалі Форбс Профіль у IAAF (англ.)
- Сашалі Форбс — олімпійська статистика на сайті Sports-Reference.com (англ.) (архівна версія)